# Gifty Anti
Pour les articles homonymes, voir Anti.
Gifty Anti (née en 1970) est une journaliste et diffuseure ghanéenne. Elle est l'hôte du programme Standpoint qui discute des problèmes affectant les femmes sur Ghana Television,.

## Enfance
Gifty est née le 23 janvier 1970. Elle est originaire de Cape Coast dans la région centrale mais est née et a grandi à Tema, dans la Région du Grand Accra au Ghana. En raison de difficultés économiques, elle a dû s'engager dans des travaux de colportage et de menuiserie pour gagner sa vie.  
Gifty est mariée à Nana Ansah Kwao IV, chef Akwamu d'Adumasa. Elle a donné naissance à leur premier enfant, Nyame Anuonyam, le 11 août 2017,,,. 
Elle a reçu des honneurs et un nouveau titre. Le nouveau titre FBI lui a été conféré après avoir reçu une bourse du Boardroom Institute, Fellowship of the Boardroom Institute, de l'école de commerce d'Accra. Elle s'appelle Oheneyere FBI Dr Gifty Anti check out giftys new title. 

## Éducation
Gifty Anti a reçu son éducation de base à l'école élémentaire de la communauté de Tema. Elle est ensuite allée à la Mfantsiman Girls' Secondary School. Elle est diplômée de l'Institut ghanéen de journalisme,.  

## Carrière
Gifty a décroché son premier emploi en tant que Floor Manager chez GTV. Plus tard, elle est devenue présentatrice de télévision, coach, défenseure de l'égalité des sexes et féministe . Elle est actuellement directrice générale de GDA Concept et animatrice de Stand Point. 
En 2019, elle a lancé son livre intitulé A Bit Of Me, le livre a atteint le numéro un sur Amazon après une semaine de publication. 